# Ion Gurău
Ion Gurău (n. 2 septembrie 1944) este un deputat român în legislatura 1990-1992, ales în județul Călărași pe listele partidului FSN. În cadrul activității sale parlamentare, Ion Gurău a fost membru în grupurile parlamentare de prietenie cu Republica Argentina, Republica Coreea, Mongolia, Republica Populară Chineză, Republica Libaneză, Regatul Belgiei și Republica Chile. 